# Haláltusa (regény)
A Haláltusa (Terminal) Robin Cook tizennegyedik, 1993-ban megjelent regénye, melynek fő témája a rákkutatás. A cselekmény – többek között – a bűn városában, Miamiban játszódik. Haláltusa – A rák nem válogat. Vagy mégis? címen is ismert.

## Főbb karakterek
- Seam Murphy – orvostanhallgató;
- Brian Murphy – Sean ügyvéd testvére;
- Anne Shaugnessy – Sean és Brian anyja;
- Janet Reardon – ápolónő, Sean barátnője;
- Helen Cabot – Sean egyik betege, medulloblastomában szenved;
- Tom Widdicomb – a Forbes Onkológiai Klinika egyik takarítója, pszichopata, aki mellrákban szenvedő nőket öl meg;
- Robert Harris – a Forbes Onkológiai Klinika biztonsági főnöke;
- dr. Randolph Mason – a Forbes Onkológiai Klinika igazgatója;
- dr. Deborah Levy – a medulloblastoma-kutatás vezetője
- Sterling Rombauer – ipari kém, dr. Mason megbízásában dolgozik;
- Wayne Edwards – Sterling munkatársa;
- Hirosi Gjuhama – a Szusita nevű japán vállalat miami megbízottja;
- Tanaka Jamagucsi – a Szusita vállalat ipari kéme.

## Cselekmény
|  | Alább a cselekmény részletei következnek! |

Sean Murphy, a Harvard Egyetem orvostanhallgatója, roppant intelligens, ám annál modortalanabb, heves, szókimondó fiatalember. A regény elején egy lázadó fiatal, aki fél az elkötelezettségtől, a történet végére azonban ez gyökeresen megváltozik.
Sean és Janet együtt járnak, ám kapcsolatuk megromlani látszik, ugyanis a fiú futó kalandra vágyott (csupán egy fogadás miatt jött össze a lánnyal), ám Janet ennél sokkal többet szeretett volna. Le akart ülni beszélgetni a fiúval jövőjükről, ám Sean közölte, hogy meghívást kapott Miamiba, a Forbes Onkológiai Klinikára, ahol egy kutatásban vehetne részt, melyben egy bizonyos rákbetegség gyógyításában hatalmas előrelépést sikerült elérni. Sean egyik betege, Helen Cabot is oda utazik, mint páciens, akit megpróbálnak kezelni az új eljárással. Janet nem örül Sean utazásának, kivált, hogy az utolsó pillanatban jelenti be, így arra az elhatározásra jut, hogy a fiúval utazik, és ápolói munkát vállal a Forbes klinikán. Ennek viszont Sean nem örül.
Amikor a fiú megérkezik a klinikára, döbbenten tapasztalja, hogy nem a rákkutatásban vesz részt, hanem fehérjéket kell kristályosítania és monoklonális antitesteket tenyésztenie, majd ezeket egerekbe fecskendeznie. Foggal-körömmel küzd, hogy bekerüljön a kutatásba, de dr. Deborah Levy, a kutatás vezetője kijelenti, hogy erről szó sem lehet. Sean nyomozásba kezd, több ízben összetűzésbe kerülvén így a biztonsági vezetővel, és egyszer a főnővérrel is.
A fiú viselkedése megrémíti Hirosi Juhamát, aki értesíti a japán vállalatot (mely a legfőbb anyagi forrása a kutatásoknak), hogy ipari kémkedésre gyanakszik. Dr. Mason pedig értesíti saját ipari kémét, Sterling Rombauer, aki a szakma egyik legjobb embere, hogy járjon utána a japánoknak, ugyanis több kutató tűnt már el korábban rejtélyesen, akire Hirosi gyanakodott. Valamint terhelik az egyre gyakrabban bekövetkező halálesetek is, melyek során rákos nők egyik pillanatról a másikra halnak meg. Ráadásul kiderül, hogy Seannak korábban volt egy Onkogén nevezetű cége, mely hasonló kutatásokkal foglalkozott.
Eközben Janet is megérkezik, munkába áll, és kitalálja, hogy segíthetne Seannak a nyomozásban, kórlapok másolatainak, és a két különleges gyógyszer, az MB300C és az MB303C mintájának beszerzésével. A lány ezt – nagy nehézségek árán – meg is teszi. Sean akkor kezd gyanakodni, hogy valami nincs rendjén, mikor megtudja: minden beteg ugyanazt a gyógyszert kapja, pedig ez ellentmond a rákkezelési ismereteinek.
Sean észreveszi, hogy Hirosi több ízben nyomoz, kémkedik utána. Egyszer meglátja, hogy miközben a laborban munkálkodik, a japán az ajtóban leselkedik. A labor hátsó kijáratán ügyesen megkerüli Hirosit, az erre úgy megijed, hogy üvöltve elmenekül. Sean nem érti a dolgot.
Tom Widdicomb még Sean érkezése előtt, édesanyjával beszél, aki mint később kiderül, három éve halott, ő ölte meg, egy succinylcholin nevű szerrel. Elmondja neki, hogy ma megment egy újabb nőt. Rákos nőkön „segít”, egy halálos adag altató beadásával. Ám többször is próbálkozik, de Janet – teljesen véletlenül – mindig megakadályozza. A férfi gyanakodni kezd, hogy miatta került oda a lány, így elhatározza figyelni fogja, és ha szükséges, elteszi láb alól. Ezt végül a Forbes vendégházában (ahol a lány ideiglenesen lakik) teszi meg. Elbújik a fürdőszobában, harisnyát húz a fejére, és megpróbálja leszúrni ám balszerencséjére a lány sikoltozására két szomszéd, és Sean is megjelenik; a fiú Tom nyomába ered, de nem sikerül elkapnia.
Sean és Janet betörnek a klinika irodájába, ahol az iratlift segítségével kórlapokat is megszereznek. Az irodában majdnem észreveszik őket, de bebújnak egy szerver alá. Mikor előjönnek, szemügyre veszik a számítógépet, mely folyamatosan küldözget számukra ismeretlen számokat, más számítógépekre.
A legfőbb bonyodalom Helen Cabot halálával kezdődik. Sean mindenképpen szeretné, ha a lányt boncolnák, ám sem a kórház, ahová átszállították, sem pedig a klinika nem így gondolja. Sean és Janet bejutnak a kórház hullaházába, ahol megpróbálnák elvégezni a boncolást, ám a lány testét nem találják; mint kiderült, átszállították a 3. Eközben mögöttük van Tom, aki egy pisztolyjal szeretné kioltani Janet életét, mögötte pedig Sterling, aki Seant figyeli. Amikor Tom előugrik a fegyverrel, a két fiatal teljesen megrémül, Sterling pedig, aki a hatalmas hullaház bejárata előtt rejtőzött el, hirtelen lekapcsolja a villant, mire Tom magából kikelve üvöltözik segítségért, mert retteg a sötétségtől. Sean és Janet megmenekülnek, Tomot pedig Sterling kezdi üldözni, azonban a férfi előző munkahelye a kórház volt, így sikerül neki egérutat nyernie a hatalmas pincében.
Eztán Sean és Janet betörnek a temetkezési vállalkozás házába, ahol megtalálják Helen holttestét. Sean fiatalkorában több betörésben is részt vett, így ügyesen dolgozott. Boncolásra alkalmas eszközök nem lévén, Sean konyhai késekkel végzi el az agy eltávolítását, majd nagyjából úgy intézi a dolgokat, hogy ránézésre ne lehessen észrevenni a beavatkozást. Kifelé menet Janet véletlenül működésbe hozza a riasztóberendezést, sikerül idejében elmenekülniük, azonban valaki felírta Sean autójának rendszámát, mire a rendőrség keresni kezdte őt.
Sean a medulloblastomás Helen agyával, és a gyógyszerrel kísérletezni kezd, megpróbál rájönni, hogy mi lehet a csodaszer összetétele, ám ez nem sikerül neki. Brian a hírek hallatára Miamiba utazik, ám Sean és ő elkerülik egymást, ugyanis a fiatalok hétvégi kiruccanást terveznek, a klinika egyik korábbi pácienséhez, aki teljesen felépült. Útnak indulnak, mögöttük Tom Widdicomb, aki mindkettőjükkel végezni akar, őt arris követi, Harris mögött a egy limuzinban a japánok, akik el szándékoznak vinni Seant az országból, őmögöttük pedig Sterling és Vayne követi a társaságot.
A tengerparton sétálgatnak Janettel, amikor Tom újra lecsap rájuk, méghozzá a fegyverrel. Mindketten meztelenek, és a férfit megbabonázza Janet látványa. A kelleténél többet habozik: Harris lecsap rá.
A látogatás során Seannak szöget üt a fejében, hogy a legtöbb páciens gazdag, befolyásos családból sarja. Valamint kideríti, hogy a Forbes-nak Key Westben található egy raktára, ide szándékozik elutazni. Seanék ekkor veszik észre, hogy végig követték őket. Próbálnak észrevétlenül elmenekülni a szállodából, ám ez nem sikerül. A japánok egy reptérre viszik őket, már a repülőben ülnek, készen a Tokióba való utazásra, ám megjelenik Sterling, aki ekkor még azt hiszi, hogy Seant csak megvédenie kell a japánoktól, így megkéri őket, hogy menjenek Vayne-hez. Vayne a kocsiban pedig megkéri őket, hogy várakozzanak a reptér várójában. Seannak esze ágában sincs tétlenkedni, tudja, hogy követték, és hogy a rendőrség is a nyomában jár, így feltör egy autót, és útnak indulnak.
Hajót bérelnek, de mivel nincs elegendő készpénzük, bankkártyával fizetnek. Tovább tartanak Key West felé, ám nem tudják, hogy Sterling figyeli Janet bankkártyáját, így a férfi rögtön tudomást szerzett az utazásról. Eztán Sterling azt a megbízást kapja dr. Masontől, hogy kerítse rendőrkézre a fiút.
Key Westben Sean feltör egy motort, és azzal folytatják utazásokat a raktár felé. Mikor odaérnek, észreveszik, hogy a raktár zárva van, és teljesen elhagyatottnak látszik. Sean betöri az ablakot, és bemennek. Az épületben Sean végül felfedezi a szupertitkos laboratóriumot, ahol kísérleteznek, és összeáll a fejében az egész összeesküvés-elmélet. Eközben megérkeznek Sterlingék a raktár vezetőjével, és kisebb csetepaté után Sean bezárja őket és, tovább menekül Janettel, vissza Miamiba.
Amikor megérkeznek, szétválnak, Sean megkeresi Masonékat, és elrabolja őket, a korábban Tomtól megszerzett fegyverrel fenyegetőzve. Végül bezárkózik a laboratóriumban, mondván néhány órára van szüksége, hogy bebizonyítsa, hatalmas átverés történik. Hamis nitroglicerint készít, ezzel fenyegetve dr. Mansont és feleségét. Hamarosan megérkezik az antiterrorista kommandó is. Janet eközben megszerezte a korábban látott terminál adatait, és kiderült, hogy az betegbiztosítási számokat küldött és fogadott. Sean megijed, hogy esetleg a kommandósok rátörnek, így kieszel egy trükköt. Janetet bezárja Masonék mellé, nehogy őt is előállítsák, mint bűntársat, majd a korábban használt iratlifttel leereszkedik, és kimegy az épületből. Szerencséjére csak a laboratórium épülete van lezárva, a kórházé nincs, így odamegy a kommandósokhoz, ügyelve hogy dr. Levy vagy Harris ne vegyék észre, és megszólítja testvérét. Eztán odamennek az akció vezetőjéhez, aki kicsit meglepődik, de végül békével sikerül megoldásra jutni.
Sean és Janet fogdába kerülnek. Brian intézkedésének köszönhetően szabadlábra helyezik őket; Seant óvadék ellenében. Nem sokkal később dr. Mason sajtótájékoztatót tart; Sean, Brian és Janet is jelen vannak. A sajtótajékoztató végén dr. Mason elővesz egy fegyvert és fejbelövi magát. Erre dr. Levy fejvesztve kirohan és elmenekül.
Az epilógusban megtudjuk, mit fedezett fel Sean: gazdag embereket, vagy azok közvetlen rokonait fertőzték meg, és a medulloblastoma egy speciális fajtáját tenyésztették ki. Ennek ismeretében volt gyógymód is, amit nem kevés pénzösszegért ajánlottak fel. Dr. Levyt azóta sem látta senki, az eljárás folyik, Sean és Janet pedig végre megbeszélik kapcsolatukat: Sean változást szeretne életében. A fiatal, lázadozóból komoly, érett férfivá szeretne válni, és ebben Janet segítségét kéri. A lány örömmel fogadja a hírt.
|  | Itt a vége a cselekmény részletezésének! |

## Magyarul
- Haláltusa; ford. Feldmár Teréz; I. P. C. Könyvek, Bp., 1993 (I. P. C. könyvek)

## Idézetek
- Oké. Bocsánat. – Szabadkozott Janet. – Mi történt? – Mindenki ott volt – folytatta Sean. – Jimmy O'Connor, Brady Flanagan, Patrick Fitzgerald is. De én nem beszéltem senkivel. Nem is mentem beljebb az ajtóból. – Miért nem? – Rájöttem, azzal, hogy odajárok, a múlthoz láncolom magam – magyarázta Sean. – Hirtelen megértettem, mire gondoltatok, te és Brian, amikor azt mondtátok, hogy változzam meg. És tudod mit? Meg akarok változni. Biztosan lesznek időnként kilengéseim, de nem szeretnék egész életemre külvárosi vagány maradni. És azt szeretném kérdezni, hajlandó vagy segíteni nekem? Janet sűrűn pislogott, hogy kilásson előtoluló könnyei közül. Sean kék szemébe nézett, és így szólt: – Nagyon szeretnék segíteni neked!